# Meloboris longicauda
Meloboris longicauda är en stekelart som beskrevs av Horstmann 1980. Meloboris longicauda ingår i släktet Meloboris och familjen brokparasitsteklar. Inga underarter finns listade i Catalogue of Life.